# رينيه كورتازار
رينيه كورتازار (بالإسبانية: René Cortázar)‏ (و. 1952  م) هو اقتصادي، وسياسي تشيلي، ولد في سانتياغو، هو عضوٌ في الحزب الديمقراطي المسيحي.

## مناصب
تولى منصب وزير التربية ‏
.

## التعليم
تعلم في الجامعة البابوية الكاثوليكية في تشيلي، وتعلم في معهد ماساتشوستس للتكنولوجيا
.